# Humerobates perkinsi
Humerobates perkinsi är en kvalsterart som beskrevs av Arthur P. Jacot 1934. Humerobates perkinsi ingår i släktet Humerobates och familjen Humerobatidae. Inga underarter finns listade i Catalogue of Life.